# 斯特凡·瓦尔多布利夫
斯特凡•瓦尔多布利夫（1970年5月20日—）是一位保加利亚男演员，导演，创作歌手和电影人。他从1990年代开始活跃于，并受到观众欢迎，并两次获得当地电视台的国家音乐电视节的最佳男演员奖。